# Pascual I
Pascual I (Roma (¿?)-11 de febrero de 824) fue el papa 98.º de la Iglesia católica y soberano de los Estados Pontificios desde el 25 de enero de 817 hasta su muerte en 824. 
Miembro de una familia aristocrática romana, antes de su elección fue abad del monasterio de San Esteban de los abisinios, que atendía a los peregrinos. En el año 823, coronó en Roma a Lotario I como emperador del Sacro Imperio Romano Germánico. Reconstruyó varias iglesias en Roma, entre ellas tres basílicas.

## Papado

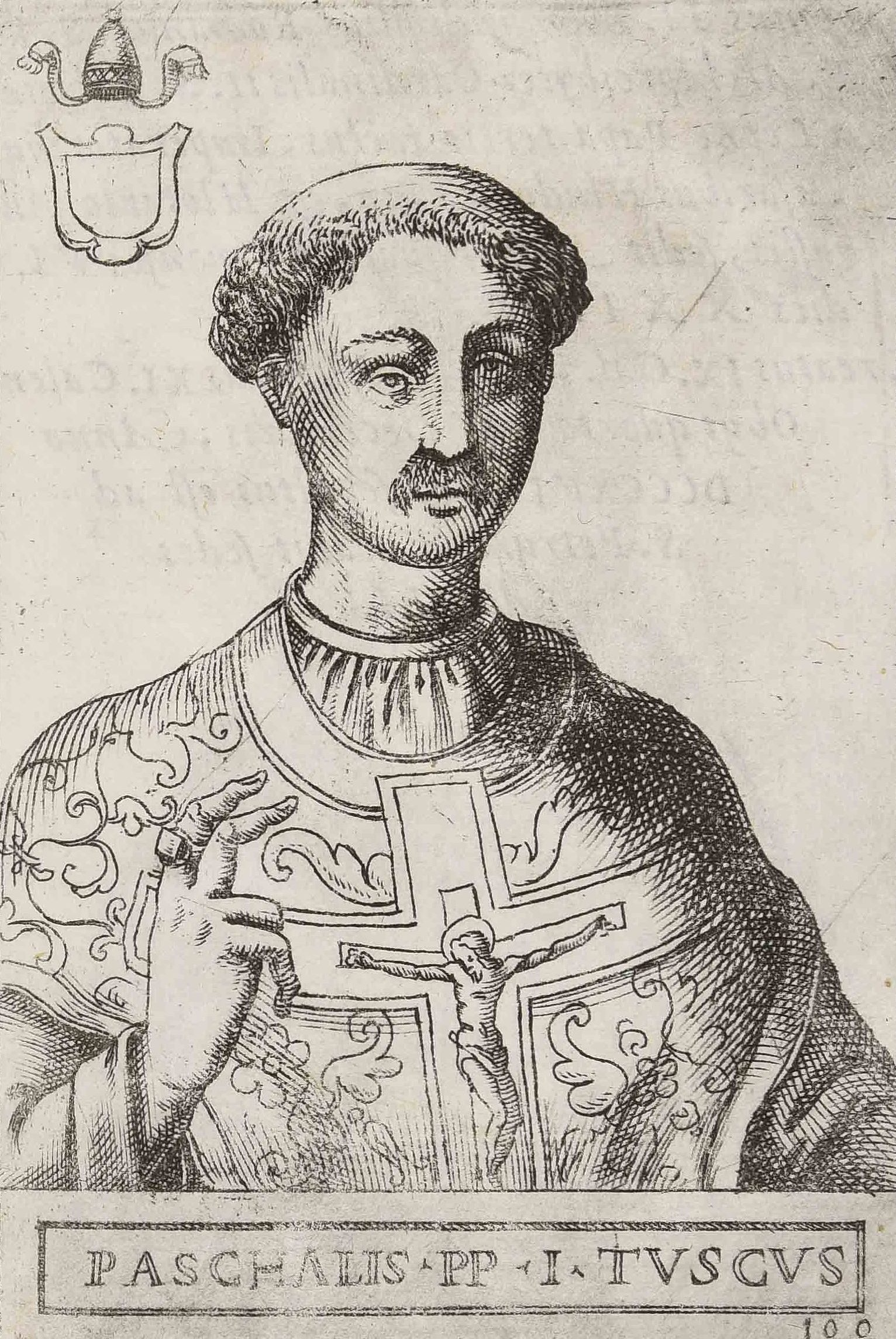
Paschalis PP. I Tuscus, grabado póstumo realizado por it (1580, it)

Perteneciente a una familia noble, en el momento de su elección como papa ocupaba el cargo de superior del monasterio de San Esteban de Roma y, tras su consagración recibió como presente del hijo de Carlomagno, Ludovico Pío –también llamado Luis el Piadoso–, los territorios de Córcega y Cerdeña y la confirmación, mediante el Pactum Ludovicianum, de las donaciones hechas al papado en las décadas precedentes por Pipino el Breve y Carlomagno: Roma, Tuscia, Perugia, Campania, Tívoli, Exarcado de Rávena, Pentápolis y Sabina, estableciéndose los límites del Estado de la Iglesia, dentro de los cuales el pontífice gozaba de plena soberanía.
Durante su pontificado tuvo que hacer frente a la segunda crisis iconoclasta que desde 814 vuelve a aparecer en Constantinopla, bajo el mandato del emperador bizantino León V el Armenio, y que debido a las persecuciones sufridas provocó una importante afluencia de monjes griegos a Roma, y que encontraron refugio en los monasterios, recién construidos, de Santa Práxedes, Santa Cecilia, Santo Stefano de Pinea y Santa Maria in Domnica.
En 823, coronó al hijo de Ludovico, Lotario I, como emperador corregente con su padre.
Durante su pontificado, realizó el traslado de muchas reliquias de mártires a las iglesias y monasterios romanos y prestó ayuda a los cristianos de Palestina y España en sus luchas contra los sarracenos.
Falleció en Roma, el 11 de febrero de 824, mientras comisionados imperiales enviados por Ludovico Pío investigaban la muerte de dos funcionarios papales que, partidarios de la primacía del emperador sobre el papa en asuntos terrenales, habían sido asesinados por sirvientes del pontífice.
Pascual, que había sido acusado de haber sido el instigador de dichas muertes negó, bajo juramento, cualquier implicación pero quizás debido a esto el pueblo romano se negó a que fuera enterrado en la basílica de San Pedro. 
Fue canonizado a finales del siglo XVI. Su festividad en el actual calendario católico se celebra el 11 de febrero, mientras que en el ortodoxo se celebra el 14 de mayo –fecha que adoptaba también el calendario católico hasta la reforma de 1963–.